# Boulevard Joffre (Reims)
Pour les articles homonymes, voir Boulevard Joffre.
Le boulevard Joffre est une voie de la commune de Reims, dans le département de la Marne, en région Grand Est.

## Situation et accès
Le boulevard Joffre est compris entre la  Place de la République et le Boulevard Louis-Roederer, à proximité de la Gare de Reims. La voie appartient administrativement au quartier Quartier Clairmarais - Charles Arnould.
La voie est longée sur toute sa longueur par le tramway. A son extrémité, coté Place de la République, se trouve la station Schneiter du tram A et B.

## Origine du nom
Cette voie rend hommage à Joseph Joffre (1852-1931), maréchal de France, vainqueur de la première bataille de la Marne en 1914.

## Historique
Cette partie entre la place de la République et la Gare, anciennement boulevard Louis-Roederer, est rebaptisée en 1938 pour répondre au vœu d’associations d’anciens militaires de Reims.
A noter que selon le plan de Reims, repris dans l' Histoire de la ville de Reims, le boulevard Louis-Roederer s'appelait antérieurement Boulevard du Chemin de Fer.

## Bâtiments remarquables et lieux de mémoire
- Promenades de Reims.
- Monument aux martyrs de la Résistance et de la Déportation.
- Mémorial à l'Armée Rhin et Danube.
- Mémorial au Lieutenant Colonel Pierre Bouchez.
- Square Colbert.
- Porte de Mars.
- Square de la Porte Mars.
- Monument aux Morts de la Guerre 1914-1918 en prolongement du boulevard Joffre.

## Galerie

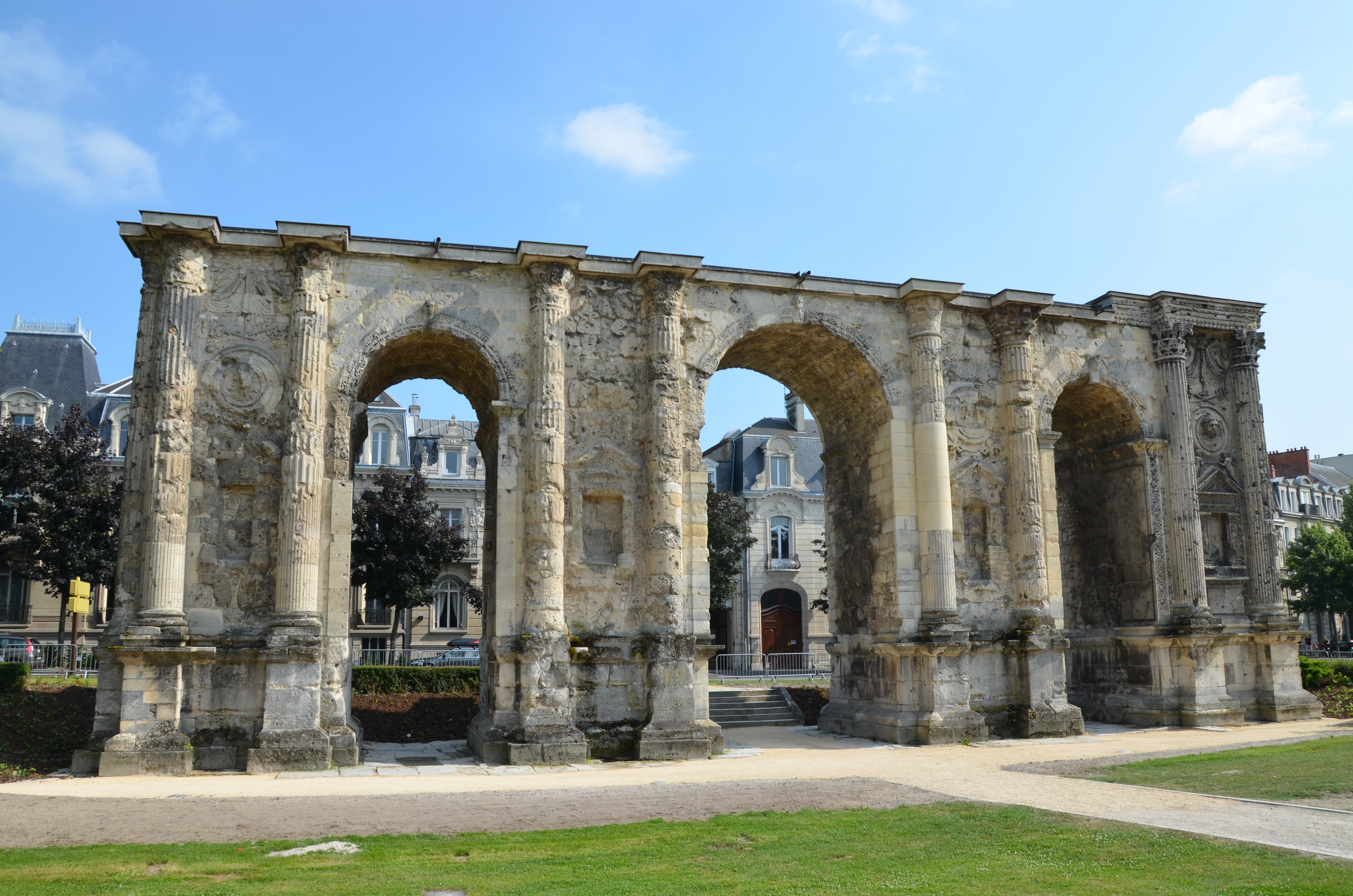
Porte de Mars.